# Hugo Sosa Miranda
Hugo Sosa Miranda est un arbitre paraguayen de football des années 1960 et 1970.

## Carrière
Il a officié dans une compétition majeure : 
- Coupe intercontinentale 1968 (match aller)